# Paratropus strigosus
Paratropus strigosus är en skalbaggsart som beskrevs av Kanaar 2004. Paratropus strigosus ingår i släktet Paratropus och familjen stumpbaggar. Inga underarter finns listade i Catalogue of Life.